# Bay City (Wisconsin)
Bay City ist eine Gemeinde (mit dem Status Village) am Ostufer des Mississippi im Pierce County im Westen des US-amerikanischen Bundesstaates Wisconsin. Das U.S. Census Bureau ermittelte bei der Volkszählung 2020 eine Einwohnerzahl von 441.

## Geographie
Bay City liegt am Oberlauf des Mississippi, der die Grenze zwischen Wisconsin und Minnesota bildet. Der Ort liegt am nordwestlichen Ende des Lake Pepin, einem natürlichen Stausee des Mississippi. 
Bay City liegt auf 44°35′08″ nördlicher Breite und 92°27′02″ westlicher Länge und erstreckt sich über eine Fläche von 1,4 km². 
Nachbarorte von Bay City sind Maiden Rock (12,9 km in ostsüdöstlicher Richtung flussabwärts), Salem (13,4 nordöstlich), Esdaile (4,7 km nördlich) und Hager City (8,1 km in westnordwestlicher Richtung flussaufwärts). Am gegenüberliegenden Ufer in Minnesota liegt, das auf dem Landweg über Hager City und die Red Wing Bridge die Stadt Red Wing (12 km in westlicher Richtung flussaufwärts).
Die nächstgelegenen größeren Städte sind Minnesotas Hauptstadt St. Paul (76,3 km nordwestlich), Eau Claire (97,9 km ostnordöstlich), La Crosse (155 km südöstlich) und Rochester in Minnesota (85,6 km südlich).

## Verkehr
Bay City liegt am den Wisconsin-Abschnitt der Great River Road bildenden Wisconsin Highway 35, der im Zentrum des Ortes auf eine Reihe untergeordneter Straßen trifft.
Durch Bay City verläuft eine Bahnlinie der BNSF Railway, die entlang des gesamten Laufes des Mississippi führt.
2,8 km westlich von Bay City liegt der Red Wing Regional Airport.